# Доњи Душај
Доњи Душај или Душај (алб. Dushaj i Poshtëm) је насељено место у општини Тропоја у округу Кукеш, Албанија. Према попису из 1989. године било је 190 становника.
Доњи Душај су једно од насеља племена Краснићи.